# ブラック・インフィニティ
ブラック・インフィニティ（英: Black Infinity）はベトナムのヘヴィ・メタル・バンド。2006年に結成され、デモ作「Sorrow Burned」を制作した。
2009年のアルバム「666 Metal」はSongNam社より発売されている。

## メンバー
- Nguyễn Tiến Hưng/ Hung BlackhearteD (歌)
- Nguyễn Tiến Mẫn/ Tiger Nguyen (ギター)
- Đặng Thái Sơn (ギター)
- Tiger Vũ (エレクトリックベース)
- La Cẫm Cường (ドラムス)
- La Cẫm Mãn (キーボード)

## ディスコグラフィー
- Sorrow Burned (デモ, 2006)
- The Widow (シングル盤, 2006)
- Apocalyptic (EP, 2007)
- No.666 (EP, 2008)
- In Death We United - Vol. 1 (スプリット盤, 2008)
- 666 Metal (アルバム, 2009)